# 中山善之
中山 善之（なかやま よしゆき、1935年10月8日 - ）は、日本の翻訳家（英米文学専門）。
北海道生まれ。慶應義塾大学卒業。タイム・ライフ日本支社図書編集部勤務後、翻訳者になる。
1977年の『タイタニックを引き揚げろ』で日本冒険小説大賞受賞。
クライブ・カッスラーの「ダーク・ピット」シリーズほかを翻訳。

## 翻訳
- 『40階からの眺め』（シオドア・H・ホワイト、早川書房、ハヤカワ・ビジネス・ノヴェルズ） 1969
- 『重役室』（クレイ・ブレア、角川書店） 1970
- 『女の由来』（エレン・モーガン、二見書房） 1972
- 『ダーウィンの島 ガラパゴス諸島の生物たち』（イアン・ソーントン、講談社ブルーバックス） 1972
- 『危険な依頼人 ある老弁護士の事件簿より』（ウィリアム・F・ホプキンズ、日本リーダーズダイジェスト社） 1973
- 『ザ・スパイ 第二次大戦下の米英対日独諜報戦』（ラディスラス・ファラゴー、サンケイ新聞社出版局） 1973
- 『機密漏洩事件 水爆とオッペンハイマー』（J・メジャー、平凡社） 1974
- 『人類に明日はあるか 反終末論』（ジョン・マドックス、佑学社） 1974
- 『女はすぐれている』（アシュレー・モンタギュー、平凡社） 1975
- 『原初からの叫び 抑圧された心のための原初理論』（アーサー・ヤノフ、講談社） 1975
- 『ジーク ハイル! ビスマルクの栄光からヒトラーの没落まで』（ステファン・ローラント、インターナショナルタイムズ） 1975
- 『ヒトラーが愛した女』（グレン・B・インフィールド、白金書房） 1975
- 『ヘネシー怒りの日』（マックス・フランクリン、講談社） 1975
- 『カサンドラ・クロス 大陸縦断列車抹殺計画』（ロバート・カッツ、徳間書店） 1976
- 『ネッシーの謎 ネス湖からの最新調査報告』（ニコラス・ウイッチェル、勁文社、エコーブックス） 1976
- 『ペニシリンに賭けた生涯 病理学者フローリーの闘い』（レナード・ビッケル、佑学社） 1976
- 『かいまみた死後の世界 よりすばらしい生のための福音の書!』（レイモンド・A・ムーディ・Jr.、評論社） 1977
- 『ソニーの国際戦略 ソニーは市場を"創造"する』（ニック・ライアンズ、講談社） 1977
- 『オーパーツの謎 消えた先史文明』（レニ・ノーパーゲン、パシフィカ） 1978
- 『地獄穴 ジャンボ機墜落』（ロブ・エルダー,サラ・エルダー、双葉社） 1978
- 『通達、総統は死んだ ヒトラー暗殺計画』（スティーヴン・マーロウ、サンリオ） 1979
- 『大列車強盗』（ピアズ・ポール・リード、サンリオ） 1980
- 『ノストラダムスの予言した第三次世界大戦』（レニ・ノーバーゲン、パシフィカ） 1980
- 『裏切者と朝食を』（ジョージ・マークスタイン、文春文庫） 1981
- 『逃亡飛行』（ジョン・クライヴ、文春文庫） 1981
- 『世界の食糧戦略』（リチャード・ギルモア、TBSブリタニカ） 1982
- 『陰の権力者』（デニス・ハミル、新潮文庫） 1985
- 『警部ナチ・キャンプに行く』（クリフォード・アーヴィング、文春文庫） 1986
- 『七人の乗取り屋 ウォールストリートの仕掛人』（エリック・W・アリスン、光文社） 1987
- 『モサド情報員の告白』（ビクター・オストロフスキー,クレア・ホイ、TBSブリタニカ） 1992
- 『情報部員』（マーク・アービング、講談社文庫） 1997
- 『ハドソン川殺人事件』（D・フリン、講談社文庫）　2001
- 『タイピー 南海の愛すべき食人族たち』（ハーマン・メルヴィル、柏艪舎） 2012
- 『老人と海』（アーネスト・ヘミングウェイ、柏艪舎） 2013

### クライブ・カッスラー
- 『タイタニックを引き揚げろ』（クライブ・カッスラー、パシフィカ） 1977、のち新潮文庫 上・下
- 『氷山を狙え』（クライブ・カッスラー、パシフィカ） 1977、のち新潮文庫
- 『QD弾頭を回収せよ』（クライブ・カッスラー、新潮文庫） 1980
- 『マンハッタン特急を探せ』（クライブ・カッスラー、新潮文庫） 1982
- 『海中密輸ルートを探れ』（クライブ・カッスラー、新潮文庫） 1983
- 『死のサハラを脱出せよ』（クライブ・カッスラー、新潮文庫） 1992
- 『大統領誘拐の謎を追え』上・下（クライブ・カッスラー、新潮文庫） 1984
- 『スターバック号を奪回せよ』（クライブ・カッスラー、新潮文庫） 1985
- 『ラドラダの秘宝を探せ』上・下（クライブ・カッスラー、新潮文庫） 1987
- 『古代ローマ船の航跡をたどれ』上・下（クライブ・カッスラー、新潮文庫） 1988
- 『ドラゴンセンターを破壊せよ』上・下（クライブ・カッスラー、新潮文庫） 1990
- 『インカの黄金を追え』上・下（クライブ・カッスラー、新潮文庫） 1994
- 『殺戮衝撃波を断て』上・下（クライブ・カッスラー、新潮文庫） 1996
- 『沈んだ船を探り出せ』（クライブ・カッスラー,クレイグ・ダーゴ、新潮文庫） 1997
- 『暴虐の奔流を止めろ』上・下（クライブ・カッスラー、新潮文庫） 1998
- 『コロンブスの呪縛を解け』（クライブ・カッスラー,ポール・ケンプレコス、新潮文庫） 2000
- 『アトランティスを発見せよ』上・下（クライブ・カッスラー、新潮文庫） 2001
- 『マンハッタンを死守せよ』上・下（クライブ・カッスラー、新潮文庫） 2002
- 『呪われた海底に迫れ』（クライブ・カッスラー,クレイグ・ダーゴ、新潮文庫） 2004
- 『オデッセイの脅威を暴け』上・下（クライブ・カッスラー、新潮文庫） 2005
- 『極東細菌テロを爆砕せよ』上・下（クライブ・カッスラー,ダーク・カッスラー、新潮文庫） 2006
- 『ハーンの秘宝を奪取せよ』上・下（クライブ・カッスラー,ダーク・カッスラー、新潮文庫） 2008
- 『北極海レアメタルを死守せよ』上・下（クライブ・カッスラー,ダーク・カッスラー、新潮文庫） 2010
- 『神の積荷を守れ』上・下（クライブ・カッスラー,ダーク・カッスラー、新潮文庫） 2013
- 『ステルス潜水艦を奪還せよ』上・下（クライブ・カッスラー,ダーク・カッスラー、新潮文庫） 2015
- 『カリブ深海の陰謀を阻止せよ』上・下（クライブ・カッスラー,ダーク・カッスラー、新潮文庫） 2017
- 『黒海に消えた金塊を奪取せよ』上・下（クライブ・カッスラー,ダーク・カッスラー、新潮文庫） 2018

### F・W・クロフツ
- 『ギルフォードの犯罪』（F・W・クロフツ、創元推理文庫） 1979
- 『船から消えた男』（F・W・クロフツ、創元推理文庫） 1982
- 『死の鉄路』（F・W・クロフツ、創元推理文庫） 1983
- 『シグニット号の死』（F・W・クロフツ、創元推理文庫） 1985

### ウィリアム・コフリン
- 『十二人の使徒』（ウィリアム・J・コフリン、光文社） 1986、のち文庫
- 『女裁判官』（ウィリアム・コフリン、光文社文庫） 1988
- 『大統領の情事』（ウィリアム・コフリン、光文社文庫） 1989
- 『逆転敗訴』（ウィリアム・コフリン、講談社文庫） 1996
- 『死刑宣告』（ウィリアム・コフリン、光文社文庫） 1996
- 『不倫法廷』（ウィリアム・コフリン、光文社文庫） 1997

### リドリー・ピアスン
- 『百の顔を持つスパイ』（リドリー・ピアスン、新潮文庫） 1990
- 『深層海流』（リドリー・ピアスン、新潮文庫） 1991
- 『謀略の機影』（リドリー・ピアスン、新潮文庫） 1993
- 『臓器狩り』（リドリー・ピアスン、新潮文庫） 1995